# Vasarovići
Vasarovići är ett samhälle i Bosnien och Hercegovina.   Det ligger i entiteten Federationen Bosnien och Hercegovina, i den södra delen av landet, 100 km sydväst om huvudstaden Sarajevo. Vasarovići ligger 82 meter över havet och antalet invånare är 823.
Terrängen runt Vasarovići är kuperad åt nordväst, men åt sydost är den platt. Närmaste större samhälle är Vitina, 3,9 km norr om Vasarovići. 
Runt Vasarovići är det ganska tätbefolkat, med 93 invånare per kvadratkilometer.